# Petar Muslim
Petar Muslim (Split, 1988. március 26. –) olimpiai bajnok (2012), Európa-bajnok (2010) és világbajnoki ezüstérmes (2015) horvát vízilabdázó.